# Leuctra moha
Leuctra moha är en bäcksländeart som beskrevs av William Edwin Ricker 1952. Leuctra moha ingår i släktet Leuctra och familjen smalbäcksländor. Inga underarter finns listade i Catalogue of Life.